# Ramesh Sippy

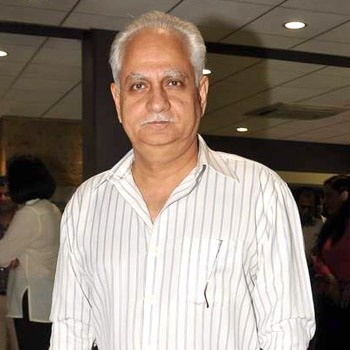
Ramesh Sippy (2012)

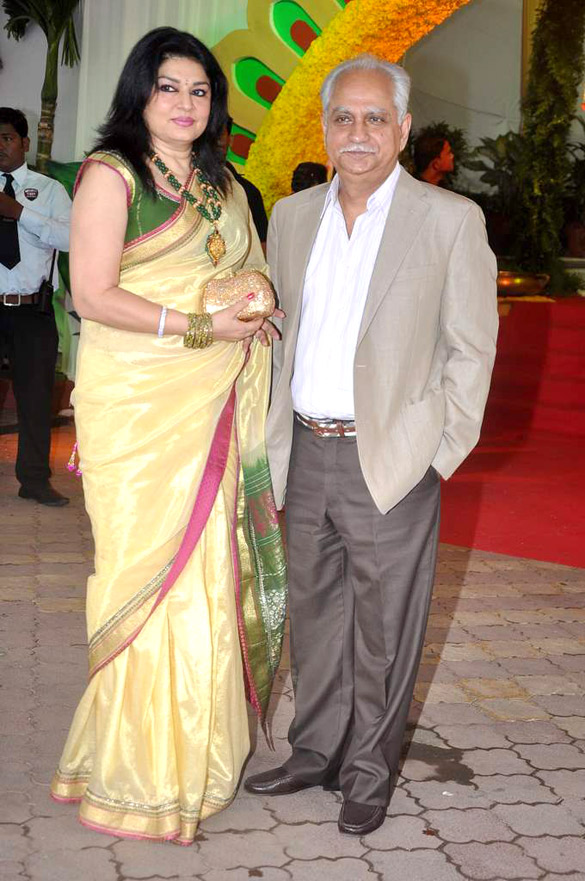
Sippy mit seiner Ehefrau Kiran Juneja

Ramesh Gopaldas Sippy (* 24. November 1947 in Karachi) ist ein indischer Filmregisseur und Produzent. Er kam über seinen Vater, den Produzenten Gopaldas Parmanand Sippy, ins Filmgeschäft und führte Regie beim Bollywood-Klassiker Sholay (1975).

## Biografie
Nach der Teilung Indiens im Jahre 1947 kam Sippys Familie aus der Provinz Sindh nach Bombay. Sein Vater Gopaldas Parmanand Sippy, der bereits seit Anfang der 1950er Jahre als Filmproduzent arbeitete, brachte ihm 1953 in Amiya Chakravartys Shahenshah und 1960 in Inder Sen Johars Bewaqoof Rollen als Kinderdarsteller. Später arbeitete er mehrere Jahre in seines Vaters Firma als Assistent, bevor er 1971 bei Andaz erstmals selbst Regie führte. Die Liebesgeschichte mit Rajesh Khanna und Hema Malini als Stars war kommerziell außerordentlich erfolgreich, ebenso wie das 1972 entstandene Seeta Aur Geeta, in dem Dharmendra die männliche Hauptrolle neben Malini übernahm. Sippy hatte bereits hier seine Zusammenarbeit mit dem Autorenteam Salim Khan und Javed Akhtar (bekannt als Salim-Javed) begonnen, die bis in die 1980er Jahre die Erzählmuster von Sippys Filmen prägten. 
Insbesondere sein nächster Film Sholay (1975), dessen Anfangssequenz auf einer Szene des amerikanischen Films How the West Was Won (1962) basiert, ist beispielhaft für Sippys mit großem Budget und vielen Stars gedrehte Blockbuster der 1970er und 80er Jahre, die sein Vater produzierte. Die von Dharmendra und Amitabh Bachchan gespielten Kleinkriminellen Jai und Veeru bekämpfen im Auftrag von Thakur Baldev Singh (Sanjeev Kumar) den gewalttätigen Schurken Gabbar Singh, der von Amjad Khan verkörpert wird. Der actiongeladene Film im Stile eines Western hielt jahrelang die Position des größten Kassenerfolges im indischen Film. Auch der nachfolgende Sci-Fi-Spionagethriller Shaan (1980), Shakti (1982) und Sagar (1985) gehören in die Reihe der Großproduktionen der Sippy-Familie, konnten jedoch den Sholay-Erfolg nicht wiederholen.
1987/88 drehte Sippy eine der ersten großen indischen Fernsehserien für Doordarshan. Sie spielte vor dem Hintergrund der Teilung Indiens. Sippys letzte vier Kinofilme als Regisseur floppten an der Kinokasse. In den 2000er Jahren wendete er sich der Filmproduktion zu und lancierte seinen Sohn Rohan Sippy mit Erzähl mir nichts von Liebe (Kuch Naa Kaho) (2003) und Bluffmaster (2005) als Regisseur.

## Filmografie

### Regisseur
- 1971: Andaz
- 1972: Seeta Aur Geeta
- 1975: Sholay
- 1980: Shaan
- 1982: Shakti
- 1985: Saagar
- 1987–88: Buniyaad – Fernsehserie
- 1989: Bhrashtachar
- 1991: Akayla
- 1995: Zameen
- 1995: Zamaana Deewana – Die Liebenden (Zamaana Deewana)

### Produzent
- 1968: Brahmachari
- 2003: Erzähl mir nichts von Liebe (Kuch Naa Kaho)
- 2005: Bluffmaster
- 2006: Taxi No. 9211